# Rhinochelys
Genre
Espèces de rang inférieur
- R. benstedi †
- R. nammourensis †
- R. pulchriceps †

Rhinochelys est un genre éteint de tortues marines du Crétacé supérieur d'Europe et du Liban.
Il est généralement placé dans la famille des Protostegidae, ou parfois parmi celle des Desmatochelyidae, par certains auteurs.

## Historique
Le genre est principalement connu par des restes fossiles crâniens, trouvés en Angleterre et en France. En 1869, Seeley crée le genre Rhinochelys pour le spécimen décrit par Owen, en 1851, sous le nom Chelone pulchriceps. Un grand nombre de spécimens ont été décrits par Seeley, ainsi que par Lydekker, en 1889.
En tout, plus d'une vingtaine d'espèces ont été nommées et décrites. Le genre est révisé par Collins en 1960, qui établit un nouveau diagnostic des espèces ; en tout, elle reconnaît seulement trois espèces anglaises valides, plus l'espèce française R. amaberti :
- Rhinochelys amaberti Moret, 1935, que Ren Hirayama en 1994 considère comme un synonyme junior de Rhinochelys pulchriceps[2] ;
- Rhinochelys cantabrigiensis Lydekker, 1889[1] ; syn : R. jessoni Lydekker, 1889 ; R. cardiocephalus Seeley, 1869 ; R. dayi Seeley, 1869 ; R. eurycephalus Seeley, 1869 ; R. platyrhinus Seeley, 1869 ; R. rheporhinus Seeley, 1869 ; R. sphenicephalus Seeley, 1869 ;
- Rhinochelys elegans Lydekker, 1889[1] ; syn : R. mastocephalus Seeley, 1869 ; R. stenicephalus Seeley, 1869 ; R. brachyrhina Lydekker, 1889 ; R. macrorhina Lydekker, 1889 ;
- Rhinochelys pulchriceps (Owen, 1851)[1] ; syn : Chelone pulchriceps Owen, 1851 ; R. dacognathus Seeley, 1869 ;
- Rhinochelys graptocephalus[1] est un fossile en mauvais état, pour lequel l'appartenance au genre Rhinochelys reste incertaine ;
- R. colognathus, R. dimerognathus, R. grypus, R. leptognathus et R. platycephalus correspondent tous à des restes partiels de mandibules ; si leur statut est incertain, Collins[1] a pu établir qu'ils n'appartenaient pas au genre Rhinochelys.

Collins fait également mention d'une autre tortue fossile, Cimochelys benstedi, connue seulement par sa carapace, mais dont la tête reste inconnue, et découverte dans les mêmes formations géologiques que Rhinochelys. Se basant sur un diagnostic des caractères post-crâniens, Collins place Cimochelys parmi les Protostegidae, aux côtés notamment de Chelosphargis. Elle émet l'hypothèse que Cimochelys pourrait appartenir au genre Rhinochelys, dont on ne connaît pas encore les restes post-crâniens.
Cette hypothèse est suivie par Hirayama, dans sa révision de la famille des Protostegidae, en 1994. Il considère comme synonymes les quatre espèces décrites par Collins, et les rassemble sous le nom de Rhinochelys pulchriceps, à laquelle il ajoute Rhinochelys benstedi : les différences existant entre les spécimens ne lui semblent pas suffisamment significatives pour justifier l'existence de deux genres séparés ; cependant, aucun fossile complet n'ayant encore été découvert, rien ne permet de les rassembler dans la même espèce.
En 2006, des spécimens provenant du lagerstätte de Nammoura au sein de la formation de Sannine du Cénomanien du Liban, sont rassemblés pour décrire une nouvelle espèce : Rhinochelys nammourensis Haiyan Tong, Hirayama, Makhoul & Escuillié, 2006. Les fossiles, très bien conservés et presque complets, appartiennent incontestablement au genre Rhinochelys au vu de leurs caractères crâniens, bien que ceux-ci diffèrent suffisamment de Rhinochelys pulchriceps pour justifier de les placer dans une nouvelle espèce, à part. La forme de la carapace, très similaire également à celle de Cimochelys, a conforté les auteurs dans l'idée que les deux genres ne faisaient qu'un, et justifié la validité du nom de Rhinochelys benstedi.

## Principales espèces
À ce jour, le genre est constitué par trois espèces :
- Rhinochelys pulchriceps, (Owen, 1851)
- Rhinochelys benstedi
- Rhinochelys nammourensis, Haiyan Tong, Hirayama, Makhoul et Escuillié, 2006